# Вайсгербер, Макс
Макс Вайсгербер (нем. Max Weißgärber; 2 октября 1884, Оттенсхайм — 30 ноября 1951, Вена) — австрийский скрипач.
Окончил Венскую консерваторию, в годы учёбы был концертмейстером студенческого оркестра. В 1908 году сменил Ярослава Черни в известном струнном квартете Рудольфа Фитцнера. В годы Первой мировой войны работал в представительствах Имперско-королевской военной пресс-службы в Норвегии и Швеции. В 1918 г. вернулся в Вену, играл в оркестре Венской государственной оперы, затем в Венском филармоническом оркестре. Одновременно в 1922—1945 гг. играл лёгкую музыку в составе квартета, созданного аккордеонистом Карлом Таутенхайном. С середины 1930-х гг. и до конца жизни руководил собственным струнным квартетом (в 1951 г. место первой скрипки в нём перешло к Вальтеру Веллеру-старшему). Играл также на виоле.
Был женат на Розе Прайс (1891—1972), вокальном педагоге, дочери танцора Юлиуса Прайса.